# عشارة الصغيرة (الهايي)
عشارة الصغيرة (بالفارسية: عشاره کوچک) هي قرية وتقع في إيران في قسم الهايي الريفي. يقدر عدد سكانها بـ 448 نسمة بحسب إحصاء 2016.